# بازوژ کره سور لوار
بازوژ کره سور لوار (به فرانسوی: Bazouges Cré sur Loir) یک کمون (فرانسه) در فرانسه است که در سارت (فرانسه) واقع شده‌است. بازوژ کره سور لوار ۴۷٫۰۹ کیلومتر مربع مساحت دارد.